# San Diego Film Critics Society Awards 2016
I premi del 21° San Diego Film Critics Society Awards sono stati annunciati il 12 dicembre 2016.
Le candidature sono state annunciate il 9 dicembre 2016.

## Premi e candidature

### Miglior film
- Hell or High Water, regia di David Mackenzie
- La La Land, regia di Damien Chazelle
- Manchester by the Sea, regia di Kenneth Lonergan
- Moonlight, regia di Barry Jenkins
- Animali notturni (Nocturnal Animals), regia di Tom Ford

### Miglior film di animazione
- Kubo e la spada magica (Kubo and the Two Strings), regia di Travis Knight
- Avril et le Monde truqué, regia di Christian Desmares e Franck Ekinci
- Sasha e il Polo Nord (Tout en haut du monde), regia di Rémi Chayé
- Oceania (Moana), regia di Ron Clements e John Musker
- Zootropolis (Zootopia), regia di Byron Howard, Rich Moore e Jared Bush

### Miglior attore
- Casey Affleck – Manchester by the Sea
- Adam Driver – Paterson
- Joel Edgerton – Loving
- Ryan Gosling – La La Land
- Jake Gyllenhaal – Animali notturni (Nocturnal Animals)
- Chris Pine – Hell or High Water
- Viggo Mortensen – Captain Fantastic

### Miglior attrice
- Sônia Braga – Aquarius
- Annette Bening – Le donne della mia vita (20th Century Women)
- Ruth Negga – Loving
- Natalie Portman – Jackie
- Emma Stone – La La Land

### Miglior attore non protagonista
- Mahershala Ali – Moonlight
- Ben Foster – Hell or High Water
- Jeff Bridges – Hell or High Water
- Michael Shannon – Animali notturni (Nocturnal Animals)
- Aaron Taylor-Johnson – Animali notturni (Nocturnal Animals)

### Migliore attrice non protagonista
- Michelle Williams – Manchester by the Sea
- Judy Davis – The Dressmaker - Il diavolo è tornato (The Dressmaker)
- Greta Gerwig – Le donne della mia vita (20th Century Women)
- Lily Gladstone – Certain Women
- Nicole Kidman – Lion - La strada verso casa (Lion)

### Miglior artista emergente
- Lily Gladstone – Certain Women
- Julian Dennison – Selvaggi in fuga (Hunt for the Wilderpeople)
- Alden Ehrenreich – Ave, Cesare! (Hail, Caesar!) e L'eccezione alla regola (Rules Don't Apply)
- Lucas Hedges – Manchester by the Sea
- Anya Taylor-Joy – The Witch

### MIglior performance comica
- Ryan Gosling – The Nice Guys
- Julian Dennison – Selvaggi in fuga (Hunt for the Wilderpeople)
- Alden Ehrenreich – Ave, Cesare! (Hail, Caesar!)
- Kate McKinnon – Ghostbusters
- Ryan Reynolds – Deadpool

### Miglior cast
- Hell or High Water
- Le donne della mia vita (20th Century Women)
- Il diritto di contare (Hidden Figures)
- Moonlight
- Animali notturni (Nocturnal Animals)

### Miglior regista
- David Mackenzie – Hell or High Water
- Damien Chazelle – La La Land
- Tom Ford – Animali notturni (Nocturnal Animals)
- Barry Jenkins – Moonlight
- Kenneth Lonergan – Manchester by the Sea

### Miglior fotografia
- Giles Nuttgens – Hell or High Water
- James Laxton – Moonlight
- Seamus McGarvey – Animali notturni (Nocturnal Animals)
- Linus Sandgren – La La Land
- Bradford Young – Arrival

### Miglior documentario
- Weiner, regia di Josh Kriegman ed Elyse Steinberg
- De Palma, regia di Noah Baumbach e Jake Paltrow
- Gleason, regia di Clay Tweel
- O.J.: Made in America, regia di Ezra Edelman
- Tower, regia di Keith Maitland

### Miglior montaggio
- Blu Murray – Sully
- Tom Cross – La La Land
- Jake Roberts – Hell or High Water
- Joan Sobel – Animali notturni (Nocturnal Animals)
- Joe Walker – Arrival

### Migliori costumi
- Mary Zophres – La La Land
- Suzy Benzinger – Café Society
- Marion Boyce e Margot Wilson – The Dressmaker - Il diavolo è tornato (The Dressmaker)
- Madeline Fontaine – Jackie
- Eimer Ní Mhaoldomhnaigh – Amore e inganni (Love & Friendship)

### Migliore scenografia
- Jess Gonchor – Ave, Cesare! (Hail, Caesar!)
- Jean Rabasse – Jackie
- Anna Rackard – Amore e inganni (Love & Friendship)
- Shane Valentino – Animali notturni (Nocturnal Animals)
- Patrice Vermette – Arrival
- David Wasco – La La Land

### Migliore colonna sonora
- Sing Street
- Tutti vogliono qualcosa (Everybody Wants Some!!)
- Hell or High Water
- Jackie
- La La Land

### MIgliori effetti speciali
- Il libro della giungla (The Jungle Book)
- Arrival
- Doctor Strange
- La La Land
- Sette minuti dopo la mezzanotte (A Monster Calls)

### Migliore sceneggiatura originale
- Taylor Sheridan – Hell or High Water
- Damien Chazelle – La La Land
- Euthymīs Filippou e Yorgos Lanthimos – The Lobster
- Barry Jenkins e Tarell Alvin McCraney – Moonlight
- Kenneth Lonergan – Manchester by the Sea

### Migliore adattamento della sceneggiatura
- Whit Stillman – Amore e inganni (Love & Friendship)
- Luke Davies – Lion - La strada verso casa (Lion)
- Tom Ford – Animali notturni (Nocturnal Animals)
- Eric Heisserer – Arrival
- Taika Waititi – Selvaggi in fuga (Hunt for the Wilderpeople)

### Miglior film in lingua straniera
- Al di là delle montagne (山河故人), regia di Jia Zhangke • Cina / Francia / Giappone
- Aquarius, regia di Kleber Mendonça Filho • Brasile / Francia
- Agassi (아가씨), regia di Park Chan-wook • Corea del Sud
- Mr. Ove (En man som heter Ove), regia di Hannes Holm • Svezia
- Ema, regia di Kadri Kõusaare • Cile
- Neruda, regia di Pablo Larraín • Argentina / Cile / Spagna / Francia